# Södermöre pastorat

Södermöre pastorats vapen sedan 2011.

Södermöre pastorat är ett pastorat i Kalmar-Ölands kontrakt i stiftet Växjö stift i Svenska kyrkan. Pastoratet omfattar församlingar i Kalmar kommun i Kalmar län.
Pastoratet bildar Södermöre kyrkliga samfällighet.
Pastoratskoden är 061306.
Pastoratet bildades 2010 och omfattar följande församlingar:
- Ljungby församling
- Arby-Hagby församling
- Halltorp-Voxtorps församling
- Karlslunda-Mortorps församling